# Дом-музей Жукова (Улан-Батор)
Дом-музей Жукова — музей, посвящённый памяти маршала Г. К. Жукова, располагающийся в столице Монголии, Улан-Баторе, в районе Баянзурх.

## Описание
Музей был организован в Улан-Баторе в 1979 году, в год сорокалетнего юбилея советско-монгольской победы на Халхин-Голе, в здании, в котором с сентября 1939 года по май 1940 года Г. К. Жуков проживал вместе с семьёй. Музей включает в себя три зала-экспозиции, в которых представлены исторические фотографии, личные вещи, материалы из советских, монгольских и японских военных архивов, написанные им письма и некоторые предметы, принадлежавшие членам его семьи. Перед музеем располагается памятник Жукову.

## Планирование визита
Адрес: Монголия: Улан-Батор, район Баянзурх, проспект Мира.
Режим работы: Ежедневно с 08.00 до 17.00, кроме вторника.
Цена билетов: для взрослых 3000₮, для студентов 1000₮, для детей 500₮, для иностранных граждан 3000₮, разрешение на фотосъёмку 10000₮.